# Jack Bergenholtz Henriksson
Jack Bergenholtz Henriksson, född 2009–2010, är en svensk barnskådespelare.
Jack Bergenholtz Henriksson studerar på Kulturama med inriktning musikal.
Han har arbetat flera somrar på Astrid Lindgrens värld, där han gestaltat både Lillebror i Karlsson på taket, Emil i Lönneberga och Rasmus på Luffen. År 2019 spelade han Orestes i pjäsen Ifigenia i Aulis på Dramatens Lilla scen. Han har spelat Tommy i föreställningen Pippi flyttar in på Junibacken och Kurt i Sound of Music på Kulturhuset Stadsteatern.
Bergenholtz Henriksson spelar rollen som Birk Borkason i TV-serien Ronja Rövardotter från 2024.

## Filmografi (i urval)
- 2024 – Ronja Rövardotter (TV-serie)